# VV Gorecht
VV Gorecht is een op 1 juli 1965 opgerichte amateurvoetbalvereniging uit Haren, gemeente Groningen, Nederland. Thuisbasis is sportpark De Koepel, waar ook atletiekvereniging ATC '75 en voetbalvereniging VV Haren zijn gevestigd.
Het standaardelftal van de club speelt in het seizoen 2020/21 in de Tweede klasse zaterdag van het KNVB-district Noord.

## Vereniging

### Locatie
De vereniging is opgericht aan de Onnerweg te Haren. Na tien jaar verhuisde de vereniging naar een eigen park aan de Oosterweg te Haren. In 2011 keerde de vereniging terug naar Sportpark Onnerweg dat werd heringericht. De ingang van het vernieuwde sportpark dat in 2012 officieel werd opgeleverd bevindt zich tegenwoordig aan de Scharlakenlaan 26-28. De naam werd daarbij veranderd in sportpark De Koepel.

### G Voetbal
In september 2014 startte de vereniging, als eerste en enige in Haren, met Gehandicaptenvoetbal voor 18 jaar en ouder.

### Onderscheidingen
In 2011 won de vereniging de prijs "de beste Amateurvoetbalclub van de provincie Groningen" en scoorde een plaats in de top 50 op de nationale ranglijst. De nationale ranglijst bestaat uit 3000 amateurclubs. VV Gorecht kreeg niet alleen de meeste publieksstemmen maar werd ook verkozen tot de hoogst gewaardeerde club op het gebied van sfeer, accommodatie, bestuur/organisatie en spelopvatting.

### Structuur
De vereniging wordt aangestuurd door een dertiental commissies waarbij in elke commissie een afgezant uit het algemeen bestuur deelneemt. Het algemeen bestuur bestaat uit negen personen. De commissies zijn onder andere de jeugdcommissie, de clubhuiscommissie, de Businessclub en de Ledenadministratie. De vereniging telt in de gezamenlijke commissies ongeveer 60 verenigingsleden die dagelijks worden aangevuld door ongeveer 200 vrijwilligers.

## Standaardelftal
Het standaardelftal komt uit in de zaterdagafdeling in het KNVB-district Noord. In het seizoen 2016/17 speelde dit team voor het eerst in de Eerste klasse, de hoogst bereikte klasse. In het tweede seizoen in de Tweede klasse (2015/16) werd het klassekampioenschap van 2J behaald. Daarvoor speelde het zeven seizoenen in de Derde klasse van waaruit het in 2014 ook middels het klassekampioenschap (3C) promoveerde. Hiervoor speelde het een seizoen in de Vierde klasse (2006/07) en twee seizoenen in de Vijfde klasse.

### Erelijst
kampioen Tweede klasse: 2016
kampioen Derde klasse: 2014
kampioen Vijfde klasse: 2006
kampioen GVB 1e klasse: 1981
kampioen GVB 2e klasse: 1971

### Competitieresultaten 1968–2018
| 3 2C |

| 4 2B |

| 4 2B |

| 1 2A |

| 7 1A |

| 3 1A |

| 4 1A |

| 3 1A |

|  |

| 2 1A |

|  |

|  |

| 2 1A |

| 1 1A |

| 10 4C |

| 11 4C |

| 6 4C |

| 4 4C |

| 4 4C |

| 8 4D |

| 8 4C |

| 10 4D |

| 12 4D |

| 5 1B |

| 6 1B |

| 3 1B |

| 3 4C |

| 12 3B |

| 4 4C |

| 5 3B |

| 7 3C |

| 5 3C |

| 8 3C |

| 12 3C |

| 8 4C |

| 9 4C |

| 12 4D |

| 6 5D |

| 1 5D |

| 3 4C |

| 3 3D |

| 8 3C |

| 5 3C |

| 9 3D |

| 4 3C |

| 5 3D |

| 1 3C |

| 6 2J |

| 1 2J |

| 9 1E |

| 3 1E |

| - 1E |

| Eerste klasse | Tweede klasse | Derde klasse | Vierde klasse | Vijfde klasse | Eerste klasse GVB | Tweede klasse GVB |

## Bekende (oud-)spelers
- Thom van Bergen

Amicitia VMC · Be Quick 1887 · Blauw Geel '15 · DIO Groningen · DIVA '83 · VV Engelbert · GSAVV Forward · VV GEO · VV Glimmen · VV Gorecht · GRC Groningen · Groen-Geel · VV Groningen · VV Groninger Boys · VV Gruno · GVAV-Rapiditas · VV Haren · VV Helpman · HFC'15 · Italian Boys · Kids United · GSVV The Knickerbockers · FC Lewenborg · Lycurgus · VV Mamio · VV Omlandia · Oosterparkers · Oranje Nassau · PKC '83 · VV Potetos · SC Stadspark · Sv TEO · Velocitas 1897 · VVK · SV Woltersum